# Eccidio Gattini

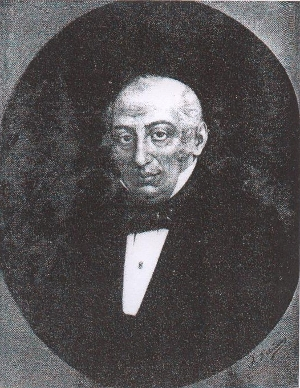
Ritratto del conte Francesco Gattini

L'eccidio Gattini fu il massacro del conte Francesco Gattini e due suoi collaboratori, avvenuto l'8 agosto 1860 a Matera. Fu la conclusione di un moto popolare richiedente le terre demaniali da coltivare, di cui i latifondisti locali, tra i quali il conte, si erano impossessati negli anni precedenti.
Il moto, originato dal bisogno di terre da coltivare da parte dei contadini, venne istradato dalla parte reazionaria dei latifondisti contro la loro controparte liberale, assumendo nella sua conclusione un connotato filo-borbonico. Nella sua conclusione fu precursore delle agitazioni antiunitarie che scossero la Basilicata e altre terre dell'Italia meridionale durante gli anni del brigantaggio postunitario.

## Il contesto storico
Lo scenario politico e sociale materano del XIX secolo nell'Italia meridionale era caratterizzato dalla contrapposizione tra la classe nobiliare, non propensa a cambiamenti politici, e la fazione liberale, della quale faceva parte il conte Francesco Gattini, il suo segretario Francesco Laurent e il candidato sindaco Giovanni Corazza. I liberali basavano la loro politica sulla spartizione dei beni appartenenti ai nobili, ma questi ribaltarono le responsabilità, facendo credere che la mancata spartizione dei beni fosse dovuta alla crescita del gruppo liberale.
Da giugno, e via via con maggior vigore a luglio ed agosto, come riflesso delle notizie in arrivo dalla Sicilia vennero messe in atto numerose sommosse popolari in diverse zone continentali del regno borbonico: nel Salernitano, a Vasto, a Venafro, in altre località del Molise e in Basilicata. Esse miravano a una distribuzione popolare delle terre del demanio, al permesso di utilizzo per usi civici e all'alleggerimento della fiscalità; ricordandosi dei moti del 1848, molti liberali meridionali intravidero dietro questi tumulti un'azione sobillatrice borbonica.
Il 30 luglio del 1860 il conte si affacciò dal palazzo Gattini verso la folla radunata in piazza Duomo, promettendo di sottoporsi a dei controlli e di restituire eventuali beni acquisiti irregolarmente. La folla, infuriata, pretese la stessa cosa dagli altri proprietari terrieri, a partire dall'arcivescovo. La folla irruppe nella sua abitazione e lo costrinse a recarsi in piazza.
Il nuovo sindaco, per placare i disordini, incaricò l'avvocato Giovanbattista Matera di Miglionico, che era in contatto con Giacinto Albini (organizzatore del moto unitario in Basilicata), di valutare con l'aiuto dell'agrimensore Spinazzola la situazione dei confini demaniali, ma durante la notte del 7 agosto il popolo, non fidandosi, si diresse verso palazzo Gattini con l'intento di incendiarlo. Alle prime luci dell'alba i rivoltosi organizzarono posti di blocco che impedivano l'accesso alle campagne e chi provò a eludere il controllo fu percosso.
Nel contempo altri possidenti terrieri avevano lasciato la città.

## I fatti

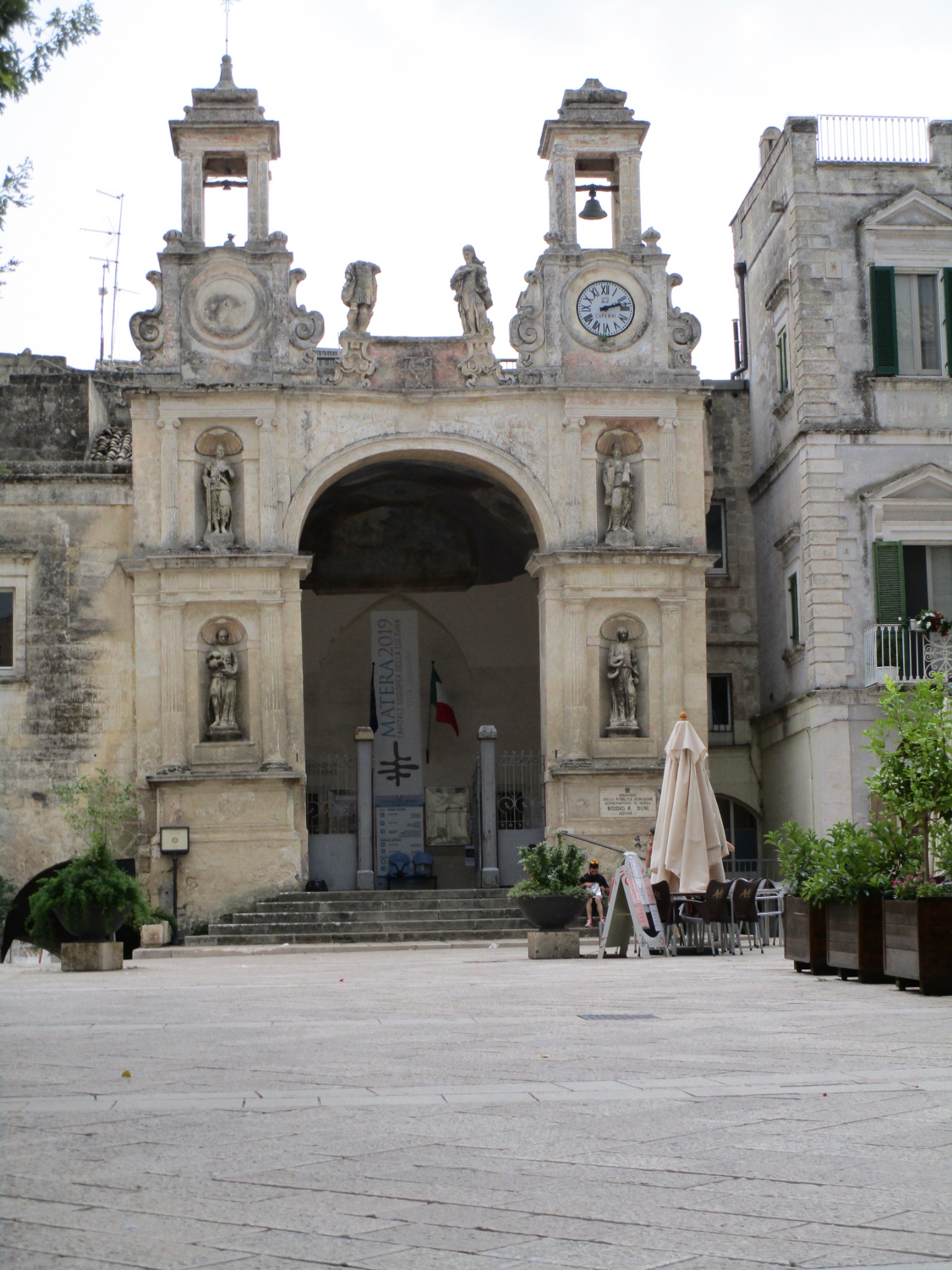
Piazza del Sedile a Matera

L'episodio scatenante fu l'uccisione del conte Francesco Gattini e del francese Francesco Laurent, suo segretario ed organista del duomo di Matera, avvenuta l'8 agosto 1860 a Matera. Tra i contadini che chiedevano la divisione delle terre demaniali, di cui il conte ritardava l'assegnazione, vi era il futuro brigante Eustachio Fasano.
Il giorno 8 agosto i contadini, esausti ed esasperati, giunti sotto il palazzo della nobile famiglia Gattini, ricchi possidenti materani dal XV secolo, chiesero al conte l'assegnazione delle terre promessegli, che il governo cittadino, rappresentato dal conte, noto liberale, tardava ad assegnare loro. Gattini, informato della minaccia, si dichiarò disposto a cedere tutti i suoi possedimenti, tra i quali erano presenti dei terreni sottratti al demanio dalla sua famiglia. Poco dopo la firma dei documenti che attestavano il cedimento dei possedimenti, la folla inferocita bussò al portone di Palazzo Gattini.
Sobillati dalle fazioni avverse alla guida della città, sostenitrici borboniche ma in precedenza votate alla causa unitaria per convenienza (latifondisti), i contadini furono accolti dal conte, che, adirato, si affacciò al balcone e lanciò monete d'argento alla folla, per far capire che aveva rinunciato ai suoi averi, gridando "mangiate, facchini, i demani son vostri". Il gesto fece inferocire ancora di più la folla, che irruppe nel palazzo Gattini. Il conte, nel tentativo di fuggire, saltò nel fienile di palazzo Malvinni-Malvezzi.
Infuriati, i contadini prelevarono con la forza il possidente e il segretario Francesco Laurent (questi era anche l'insegnante di cappella del nipote del conte, Appio) dal suo palazzo e li portarono nella piazza del Sedile di Matera, luogo in cui si amministrava la città, uccidendoli a colpi di falce su una scalinata che guardava alla piazza, con l'accusa di essersi impossessati delle terre del demanio destinate alla popolazione. Il giorno seguente molti tra i congiurati furono condannati a pene molto pesanti, alcuni all'ergastolo.
Il popolo, inneggiante al re Francesco II di Borbone, al grido "evviva 'u Rrè", indirettamente si opponeva al "Comitato di unità nazionale" basilicatese per le assicurazioni non rispettate, mentre le guardie civiche assistevano impassibili ed in taluni casi incitanti.

## Conseguenze
Il Fasano, con vessillo bandiera bianca, ed altri ribelli furono arrestati e processati, con condanne all'ergastolo, ed imprigionati nelle carceri della città, sempre nella piazza del Sedile. Eustachio Fasano evase, dandosi alla macchia e divenendo un brigante, formando una banda alle dipendenze del capomassa Carmine Crocco.
L'accaduto ha poi ispirato altri moti e "ribelli", come nel caso della rivolta di San Giovanni Rotondo del 23 ottobre 1860.
Il 6 settembre in città fu mandato Carmine Ferri, un commissario civile accompagnato da 450 guardie nazionali, per "proteggere" la città.
Tra l'11 e il 13 agosto furono divisi 2400 ettari di terreni demaniali; la maggior parte dei terreni demaniali sarà però assegnata al popolo solo con la riforma agraria del 1950.
In piazza del Sedile oggi vi è un'edicola che ricorda l'accaduto.